# Arnus Vallis
Arnus Vallis es el nombre de un antiguo valle fluvial en el cuadrángulo Syrtis Major del planeta Marte, ubicado a 14,1 ° de latitud norte y 289,5 ° de longitud oeste. Tiene 280 kilómetros (174 mi) de largo, ubicado en el flanco norte de Syrtis Major Planum, cerca de Arena Dorsum y hacia el cráter Toro. El nombre fue aprobado por la Unión Astronómica Internacional en 1982 y hace referencia al nombre clásico y actual del río Arno en la Toscana, Italia (anteriormente llamado Arena Rupes).